# Bonifacio Novelo
Bonifacio Novelo (siglo XIX) fue un combatiente maya en la denominada Guerra de Castas, en Yucatán, México. Nació en Valladolid y falleció en la ciudad de Mérida. Fue un caudillo maya y tatich (del maya: cacique, jefe.) en el oriente del estado de Yucatán, junto con Cecilio Chi y Jacinto Pat.

## Datos biográficos
Según algunos historiadores Bonifacio Novelo debía tener en 1847, cuando estalló la Guerra de Castas, unos cuarenta años. Juan Francisco Molina Solís lo describe como un mulato. Nelson Reed se refiere a él como un mestizo fuera de la ley.
Antes del inicio de la guerra mencionada, Novelo fue comandante de un millar de indígenas mayas que participaron en el sitio de Valladolid bajo las órdenes del coronel Antonio Trujeque. Cuando la ciudad cayó en manos de los rebeldes se atribuyeron centenas demuertos a la acción feroz de Bonifacio Novelo. Dicen algunos historiadores que aunque las órdenes de degüello generalizado provinieron de Trujeque, este atribuyó a Novelo el decapitamiento del comandante defensor de la plaza, el coronel Venegas. A partir de eso hubo un batallón entero persiguiendo y acosando a Novelo, obligándolo a vivir a "salto de mata" sin que nunca lo pudieran atrapar. De aquí su fama de hombre osado y astuto.
Durante el proceso judicial seguido a Manuel Antonio Ay, presunto rebelde y también caudillo maya, se dio a conocer una carta conspiratoria firmada con el seudónimo de Layuca, atribuida a Novelo, en donde le dice a Ay:

Procura que sea cuanto antes, porque ya no tiene remedio el asunto; te remito un papel de Campeche para que veas cómo va el asunto: Calkiní, Halachó, Bécal, Hecelchacán, Tenabo, Maxcanú, Tekax, Yaxcabá y muchos otros pueblos ya secundaron el pronunciamiento. No tengas cuidado de los papeles que publica el gobierno porque son mentiras que manda firmar el Ayuntamiento.... Los soldados de Sisal se huyeron para Campeche con sus armas. En el pueblo de Hopelchén se quiso levantar un tal Baqueiro y lo amarró el jefe político. Al otro día se huyó de la cárcel y se fue a Campeche, tomó cien hombres y después de algunos fusilados amarró al jefe político y se lo llevó preso... No te tardes ni tengas miedo alguno...

En agosto de 1847 Bonifacio Novelo fue comisionado por Cecilio Chi para que fuera a Belice a comprar armas al mando de 200 hombre. Nelson Reed en su libro citado narra el encuentro que el inglés John Carmichael tuvo con Novelo a quien describe, en boca del inglés, así:

era un hombre de unos 60 años de edad, muy corpulento y de tez un poco más clara que la mayoría de los indígenas. Era apuesto y agradable. Vestía con un paño multicolor de manufactura indígena. Pantalones sueltos de algodón blanco guarnecidos ricamente de las rodillas abajo. Huaraches de cuero bordado y una mascada mientras en el cuello llevaba una cadena de oro macizo con una cruz colgada.

De acuerdo con el inglés, Novelo y sus huestes reclamaban todo Yucatán.
En su papel de Nohoch Tata o tatich de Chan Santa Cruz, Bonifacio Novelo duró muchos años hasta que murió de muerte natural. En la mitad del siglo XX muchos habitantes de la región oriental de Yucatán, hoy Quintana Roo, recordaban su nombre que era repetido por la tradición oral.